# Artem Terjan
Artem Terjan (5. března 1930 — 30. dubna 1970 Baku) byl sovětský a ázerbájdžánský zápasník, arménské národnosti, bronzový olympijský medailista z roku 1952.

## Sportovní kariéra
Vyrůstal v Gandže (dříve Kirovabad) v arménské rodině původem z ázerbájdžánského okresu Daškasan. Zápasení se věnoval od útlého dětství pod vedením Andro Danieljana. Na zápase řecko-římský se specializoval od svých 19 let v Baku během vysokoškolských studií. Pravidelně startoval ve váze do 62 kg. V olympijském roce 1952 shodil váhu do 57 kg a vybojoval nominaci na olympijské hry v Helsinkách. Cestu za zlatou olympijskou medailí si zkomplikoval v šestém kole, když prohrál s Libanoncem Zakarijou Šihábem. V posledním sedmém kole musel k zisku zlaté olympijské medaile porazit Maďara Imre Hódose na lopatky. V zápase zvítězil drtivou převahou, ale pouze na body. Získal bronzovou olympijskou medaili, kvůli celkově vyšším klasifikačním bodům. Sportovní kariéru ukončil v roce 1956 ze zdravotních důvodů.
Zemřel předčasně v 40 letech v roce 1970. Osudnou se mu stala láska k zadané ženě.

## Výsledky
| Turnaj            | 1952 | 1953 | 1954 | 1955 |
| Turnaj            | 22   | 23   | 24   | 25   |
| Turnaj            | −57  | −57  | −62  | −62  |
| ----------------- | ---- | ---- | ---- | ---- |
| Olympijské hry    | 3.   |      |      |      |
| Mistrovství světa |      | 1.   |      | úč.  |